# فيرينتينو
فيرينتينو (بالإيطالية: Ferentino)‏ هي بلدة ومدينة في إيطاليا، في مقاطعة فروزينوني، في لاتسيو، تبعد 65 كيلومتر (40 ميل) جنوب شرق روما. تقع على تل ارتفاعه نحو 400 متر (1,312 قدم) فوق مستوى سطح البحر في منطقة مونتي إرنيشي.

## التاريخ
كانت فيرينتينو إحدى مدن Hernici . تم الاستيلاء عليها من قبل الرومان عام 364 قبل الميلاد ولم تشارك في انتفاضة 306 قبل الميلاد. أصبح السكان مواطنين رومان بعد عام 195 قبل الميلاد ، وأصبح المكان فيما بعد بلدية. يقع فوق طريق لاتينا مباشرة . من 1198 م إلى 1557 كانت مقرًا للجامعة البابوية لمقاطعة كامبانيا وماريتيما .

## المدن التوأمة معها
- روكفورد (إلينوي)
- يكاترينبورغ
- سان سيفيرينو ماركي

## روابط خارجية
المدينة والتاريخ والناس